# Ophion (insecte)
Pour les articles homonymes, voir Ophion.
Ophius
Genre
Synonymes
- Ophius Blanchard, 1840

Ophion est un genre d'insectes hyménoptères de la famille des Ichneumonidae, de la sous-famille des Ophioninae.

## Synonyme
Ce genre a un synonyme déclaré par Émile Blanchard (1819-1900) zoologiste français : Ophius Blanchard, 1840.

## Espèces européennes
En Europe, ce genre comprend les espèces suivantes :
- Ophion abbreviator (Fabricius 1793)
- Ophion albistylus Szépligeti 1905
- Ophion andalusiacus (Shestakov 1926)
- Ophion areolaris Brauns 1889
- Ophion atlanticus Roman 1938
- Ophion brevicornis Morley 1915
- Ophion compensator (Fabricius 1793)
- Ophion cortesi Ceballos 1938
- Ophion costatus Ratzeburg 1848
- Ophion crassicornis Brock 1982
- Ophion dispar Brauns 1895
- Ophion forticornis Morley 1915
- Ophion frontalis Strobl 1904
- Ophion fuscicollis Hellén 1926
- Ophion kevoensis Jussila 1965
- Ophion longigena Thomson 1888
- Ophion luteus (Linnaeus 1758)
- Ophion minutus Kriechbaumer 1879
- Ophion mocsaryi Brauns 1889
- Ophion neglectus Habermehl 1930
- Ophion nigricans Ruthe 1859
- Ophion obscuratus Fabricius 1798
- Ophion ocellaris Ulbricht 1926
- Ophion parvulus Kriechbaumer 1879
- Ophion perkinsi Brock 1982
- Ophion pteridis Kriechbaumer 1879
- Ophion rostralis Meyer 1935
- Ophion scutellaris Thomson 1888
- Ophion sibiricus (Szépligeti 1905)
- Ophion subarcticus Hellén 1926
- Ophion summimontis Heinrich 1953
- Ophion ventricosus Gravenhorst 1829
- Ophion wuestneii Kriechbaumer 1892

## Espèces fossiles
Selon Paleobiology Database, les espèces fossiles sont au nombre de deux :
- †Ophion annulatus Théobald 1937[2]
- †Ophion longaevus Heer 1849

### Ouvrage
- Nicolas Théobald, Les insectes fossiles des terrains oligocènes de France, Thèses Université de Nancy, coll. « Bulletin mensuel de la Société des Sciences de Nancy et Mémoires de la Société des Sciences de Nancy », 1937, 473 pp., 17 fig., 7 cartes, 13 tables, 29 planches hors-texte (OCLC 786027547)